# 命中註定搭錯線
《邂逅幸福》（法語：Un bonheur n'arrive jamais seul），在2012年6月27日上映的法國浪漫喜剧电影，而導演則是由詹姆士·赫特創作。
演員則由蓋得·艾馬勒、苏菲·玛索和慕威利·巴特尼作為本片領銜主演。
這個故事是敍述一個年輕愛玩爵士樂器，和戀上有夫之婦的人。

## 劇情簡介
愛玩爵士樂器的沙查（蓋得·艾馬勒飾），是廣告歌創作人，每晚在爵士吧風流快活，生活多姿多采，但沒愛情念頭。突然在藝廊打工門外，雨中看到莎洛蒂（苏菲·玛索飾），開始戀上她，經過無數艱難，可以聚首一堂。

## 演員
- 蓋得·艾馬勒 飾 沙查
- 苏菲·玛索 飾 莎洛蒂
- 慕威利·巴特尼（法语：Maurice Barthélemy (acteur)） 飾 Laurent
- François Berléand 飾 Alain Posche
- Michaël Abiteboul 飾 Lionel
- Julie-Anne Roth 飾 Chris
- Macha Méril 飾 Mme Keller
- François Vincentelli 飾 César
- Timéo Leloup 飾 Léonard
- Milena Chiron 飾 Suzy
- Timothé Gauron 飾 Louis
- Litzi Vezsi 飾 Mamie Matzü
- Cyril Guei 飾 Xavier
- Sacha Prijovic 飾 Le concierge
- 貝荷妮絲·瑪赫洛 飾 Laurent's date[4]

## 拍攝地點
本片則在紐約和巴黎拍攝的，拍攝為期由2011年5月17日至7月29日。

## 連結
- 互联网电影数据库（IMDb）上《Happiness Never Comes Alone》的资料（英文）
- TCM电影资料库上《Happiness Never Comes Alone》的资料（英文）